# Sergueï Orlenko
Sergueï Nikolaïevitch Orlenko (en russe : Сергей Николаевич Орленко) est un ancien joueur désormais entraîneur soviétique puis russe de volley-ball né le 10 mars 1971 à Novokouïbychevsk (oblast de Samara, alors en URSS). Il mesure 2,03 m et joue central. Il totalise 102 sélections en équipe de Russie.

## Clubs

### Joueur
| Club                  | De        | À         |
| --------------------- | --------- | --------- |
| CSKA Moscou           | 1987-1988 | 1997-1998 |
| Panathinaikos Athènes | 1998-1999 | 1998-1999 |
| AZS Częstochowa       | 1999-2000 | 2000-2001 |
| Dinamo Moscou         | 2001-2002 | 2002-2003 |
| Fakel Novy Ourengoï   | 2003-2004 | 2003-2004 |
| S. Saint-Pétersbourg  | 2004-2005 | 2005-2006 |

### Entraîneur
| Club      | De        | À   |
| --------- | --------- | --- |
| VK Grozny | 2007-2008 | ... |

## Palmarès

### Club et équipe nationale
- Ligue mondiale
  - Finaliste : 1993
- Championnat d'Europe
  - Finaliste : 1999
- Championnat d'Europe des moins de 21 ans (1)
  - Vainqueur : 1990
- Championnat du monde des clubs
  - Finaliste : 1989
- Ligue des champions (3)
  - Vainqueur : 1988, 1989, 1991
- Supercoupe d'Europe (2)
  - Vainqueur : 1988, 1991
  - Perdant : 1989
- Championnat de Pologne
  - Finaliste : 2001
- Championnat de Russie (3)
  - Vainqueur : 1994, 1995, 1996
  - Finaliste : 1993
- Championnat d'URSS (4)
  - Vainqueur : 1988, 1989, 1990, 1991
- Coupe de Russie (1)
  - Vainqueur : 1994
  - Finaliste : 2003
- Coupe de Pologne
  - Finaliste : 2000

### Distinctions individuelles
- Meilleur contreur du Championnat du monde des moins de 21 ans 1991